# 文應兆
文應兆（문응조，1949年10月21日—），又譯文應祖，北韓政治家，任職收購糧政部部長及最高人民會議代議員。

## 生平
文應兆於1997年出任南浦市農業經營委員會委員長一職。翌年，他在最高人民會議選舉中首次當選為代議員。2003年，成功連任。2004年12月，獲委任為農業部部長。2008年，調遷至收購糧政部當部長。2009年，他第三度出任為最高人民會議的代議員。2012年，被任命為國家體育指導委員會的委員。2014年3月，第四次出任最高人民會議代議員一職。 	

## 資料來源
1. 1 2 3 4 5  .   [2014-04-22]. （原始内容存档于2019-11-06）.